# ハリー・ポッターと秘密の部屋 (サウンドトラック)
| 専門評論家によるレビュー | 専門評論家によるレビュー |
| レビュー・スコア         | レビュー・スコア         |
| 出典                     | 評価                     |
| ------------------------ | ------------------------ |
| Filmtracks               | 4/5stars                 |
| Movie Music UK           | 5/5stars                 |
| Movie Wave               | 4/5stars                 |
| SoundtrackNet            | 4/5stars                 |

『ハリー・ポッターと秘密の部屋 オリジナルモーションピクチャー・サウンドトラック』 (Harry Potter and the Chamber of Secrets original motion picture soundtrack) は、2002年11月12日にリリースされた。楽曲はもともとジョン・ウィリアムズによって完全に作曲、指揮される予定であったが、スティーヴン・スピルバーグの映画『キャッチ・ミー・イフ・ユー・キャン』のためにスケジュールが合わなかったことから、作曲家のウィリアム・ロスがウィリアムズの音楽を編曲し、ロンドン交響楽団とのセッションを実施した。
前作『賢者の石』からのテーマ（ライトモチーフ）に加えて、以下の6つを新しいテーマとして用いている：「不死鳥フォークス」、「秘密の部屋」、「ギルデロイ・ロックハート」、「屋敷しもべ妖精ドビー」、「蜘蛛軍団」、「嘆きのマートル」。
サウンドトラックのリリースに際し、5種類のカバーが製作された。各カバーには、それぞれハリー、ロン、ハーマイオニーの、異なる登場人物の描かれたメインカバーの上に異なるキャラクターのパッケージがされている。
サウンドトラックはグラミー賞の2003年映画・テレビサウンドトラック部門にノミネートされた。また、Billboard 200で81位、トップサウンドトラックチャートで5位に達した。日本では100,000枚を売り上げ、アルバムはRIAJによってゴールドに認定された。
サウンドトラック・アルバムには収録されていないが、クィディッチのシーンでは、同年の始めにウィリアムズによってリリースされた『スター・ウォーズ エピソード2/クローンの攻撃』のサウンドトラックから、「暗殺者ザム - コルサントでの追走劇」が使用されている。なぜこれが使用されたかは不明だが、時間の制約によるものだと思われる。

## 収録曲
| #         | タイトル | 作詞  | 作曲・編曲 | 時間 |
| --------- | --- | ----- | ---------- | ---- |
| 1.        | 「プロローグ - ハリー・ポッターのテーマ : 第2巻とダーズリー家からの脱出」(Prologue: Book II and the Escape from the Dursleys) |       |            | 3:31 |
| 2.        | 「不死鳥フォークス」(Fawkes the Phoenix)                                                                                      |       |            | 3:45 |
| 3.        | 「秘密の部屋」(The Chamber of Secrets)                                                                                        |       |            | 3:49 |
| 4.        | 「ギルデロイ・ロックハート」(Gilderoy Lockhart)                                                                               |       |            | 2:05 |
| 5.        | 「空飛ぶ車」(The Flying Car)                                                                                                  |       |            | 4:08 |
| 6.        | 「夜の闇横町」(Knockturn Alley)                                                                                               |       |            | 1:47 |
| 7.        | 「コリンの紹介」(Introducing Colin)                                                                                           |       |            | 1:49 |
| 8.        | 「クラブでの決闘」(The Dueling Club)                                                                                          |       |            | 4:08 |
| 9.        | 「屋敷しもべ妖精ドビー」(Dobby the House Elf)                                                                                 |       |            | 3:27 |
| 10.       | 「蜘蛛軍団」(The Spiders) |       |            | 4:32 |
| 11.       | 「嘆きのマートル」(Moaning Myrtle)                                                                                            |       |            | 2:05 |
| 12.       | 「アラゴグとの出会い」(Meeting Aragog)                                                                                        |       |            | 3:18 |
| 13.       | 「フォークスの生まれ変わり」(Fawkes Is Reborn)                                                                                |       |            | 3:19 |
| 14.       | 「トム・リドルとの出会い」(Meeting Tom Riddle)                                                                                |       |            | 3:38 |
| 15.       | 「ピクシー小妖精」(Cornish Pixies)                                                                                            |       |            | 2:13 |
| 16.       | 「ポリジュース薬」(Polyjuice Potion)                                                                                          |       |            | 3:52 |
| 17.       | 「クラップとゴイルのためのケーキ」(Cakes for Crabbe and Goyle)                                                                |       |            | 3:30 |
| 18.       | 「バジリスクとの闘い」(Dueling the Basilisk)                                                                                  |       |            | 5:02 |
| 19.       | 「友達との再会」(Reunion of Friends)                                                                                          |       |            | 5:08 |
| 20.       | 「ハリーの不思議な世界」(Harry's Wondrous World)                                                                              |       |            | 5:02 |
| 合計時間: | 合計時間: | 70:08 |            |      |